# Cmentarz komunalny w Krościenku nad Dunajcem
Cmentarz komunalny w Krościenku nad Dunajcem zwany Nowym Cmentarzem – cmentarz komunalny dla Krościenka nad Dunajcem i Tylki znajdujący się przy ul. świętej Kingi w Krościenku nad Dunajcem naprzeciw kaplicy Przemienienia Pańskiego.

## Historia
Cmentarz powstał w 1897 roku, początkowo miał powierzchnię 1 morgi (ok. pół hektara).  Najstarsza jego część znajduje się pod murem po północnej stronie. Został podzielony na 3 części: 
- centralną część cmentarza przeznaczono dla najbardziej zasłużonych obywateli – tu grób kosztował najwięcej. W tej części cmentarza pochowano z wielkimi honorami m.in. wieloletniego proboszcza miejscowej parafii ks. Antoniego Łętkowskiego, zmarłego w 1912 roku. Tu też rok później pochowano zasłużonego burmistrza Krościenka, Karola Ćwiertniewicza
- wokół centralnej części znajdowała się II klasa cmentarza, gdzie grób kosztował dwukrotnie mniej, nie było murowanych grobów, a jedynie ziemne mogiły
- przy samym ogrodzeniu było miejsce dla lokalnej biedoty, dzieci, osób o złej reputacji i samobójców.

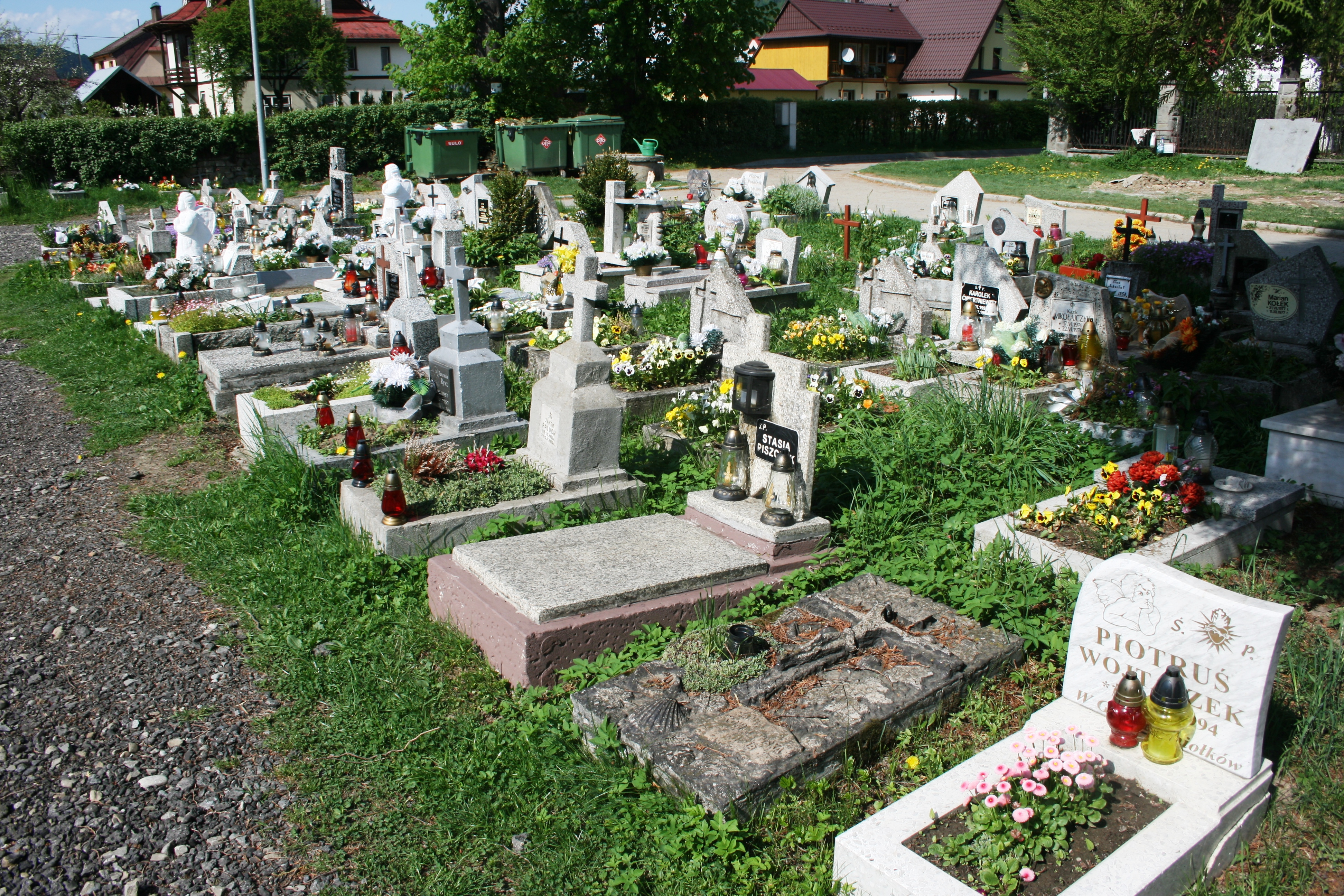
Sektor dziecięcy niegdyś stanowił wschodnią granicę cmentarza

W 1913 roku tuż obok cmentarza planowano budowę dworca kolejowego. Kolej nigdy do Krościenka nie została doprowadzona.
W północno-zachodnim rogu cmentarza znajduje się stara kostnica, obok której znajdował się tzw. „czarny cmentarz” (pod zachodnim murem) – kiedyś chowano tu samobójców.
Sektor dziecięcy kiedyś stanowił wschodnią granicę cmentarza. W kolejnych latach cmentarz poszerzono w kierunku wschodnim o kilkadziesiąt metrów, a na początku lat 80. XX wieku poszerzono go w kierunku południowym, na nieco pochyłe zbocze, poza istniejący do dziś pas drzew oznaczający dawną, południową granicę cmentarza. W 2024 roku teren między ul. św. Kingi a cmentarzem zagospodarowano w ten sposób, że przy ulicy wybudowano parking, a sam cmentarz poszerzono o obszerny teren, na którym wybudowano duże kolumbarium z 220 niszami. Prace te, o wartości 2,45 mln zł, sfinansowano częściowo (w wysokości 2 mln zł) z Rządowego Funduszu Polski Ład.

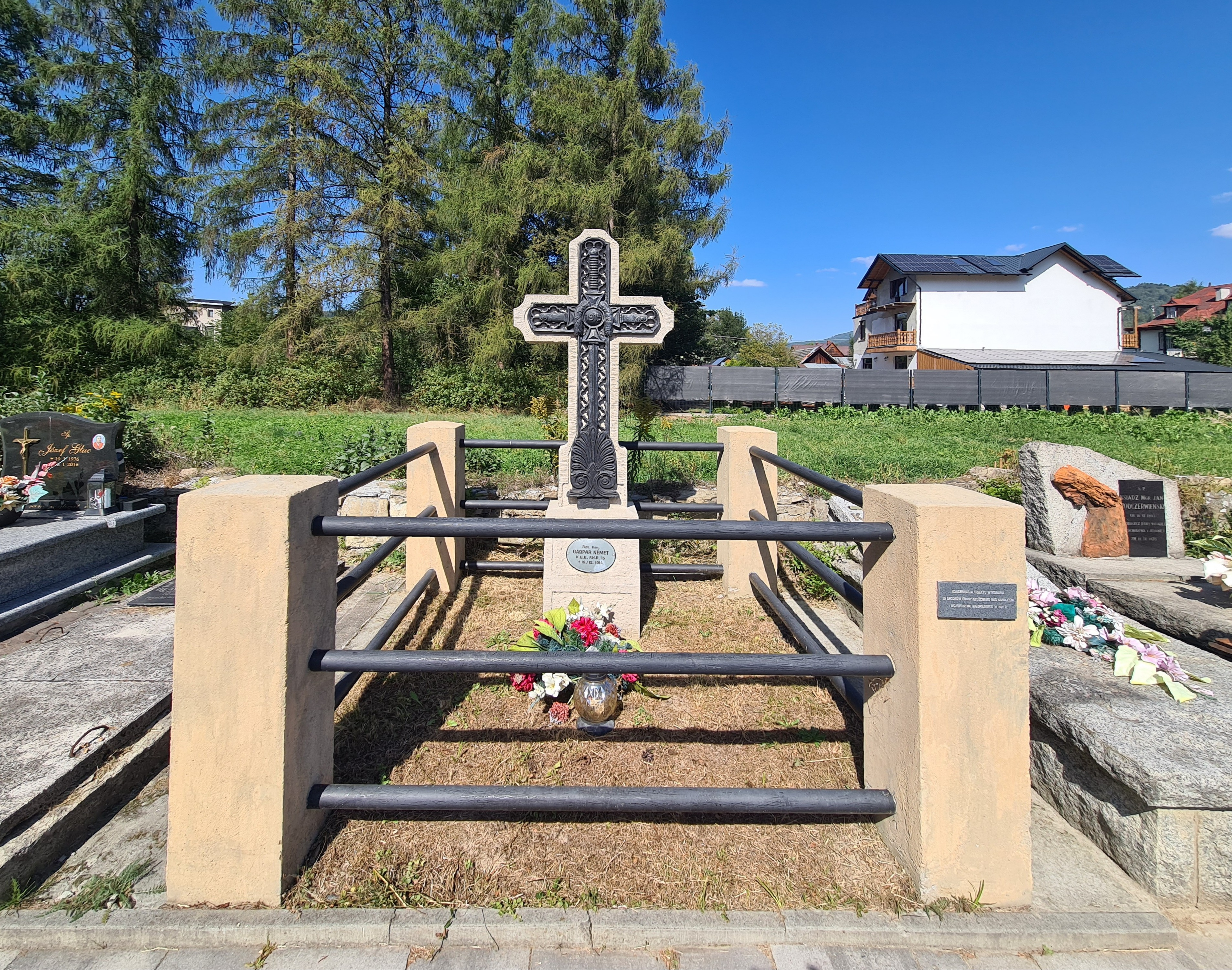
Cmentarz wojenny nr 377 (2024)

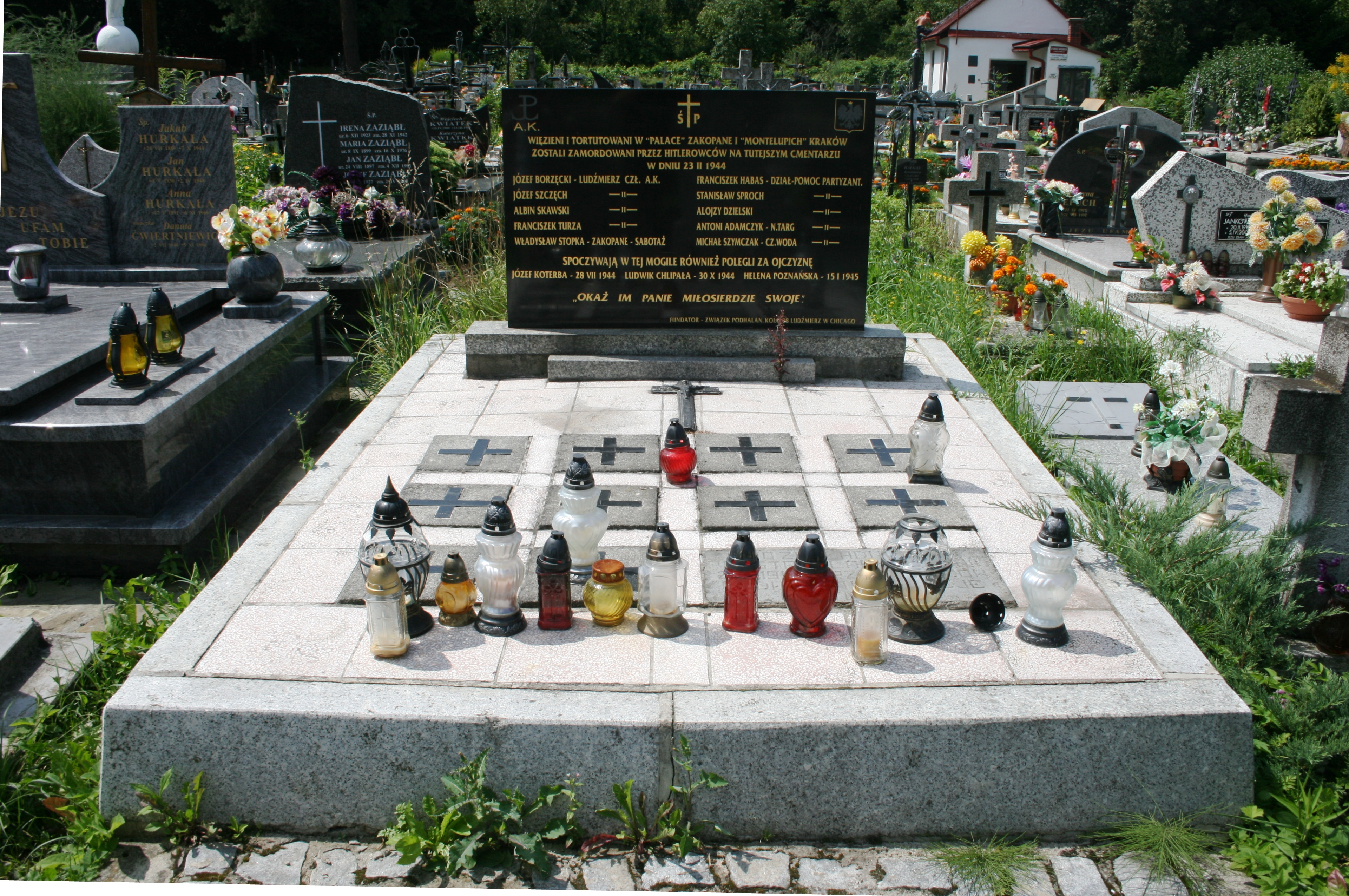
Kwatera ofiar Krwawej Środy

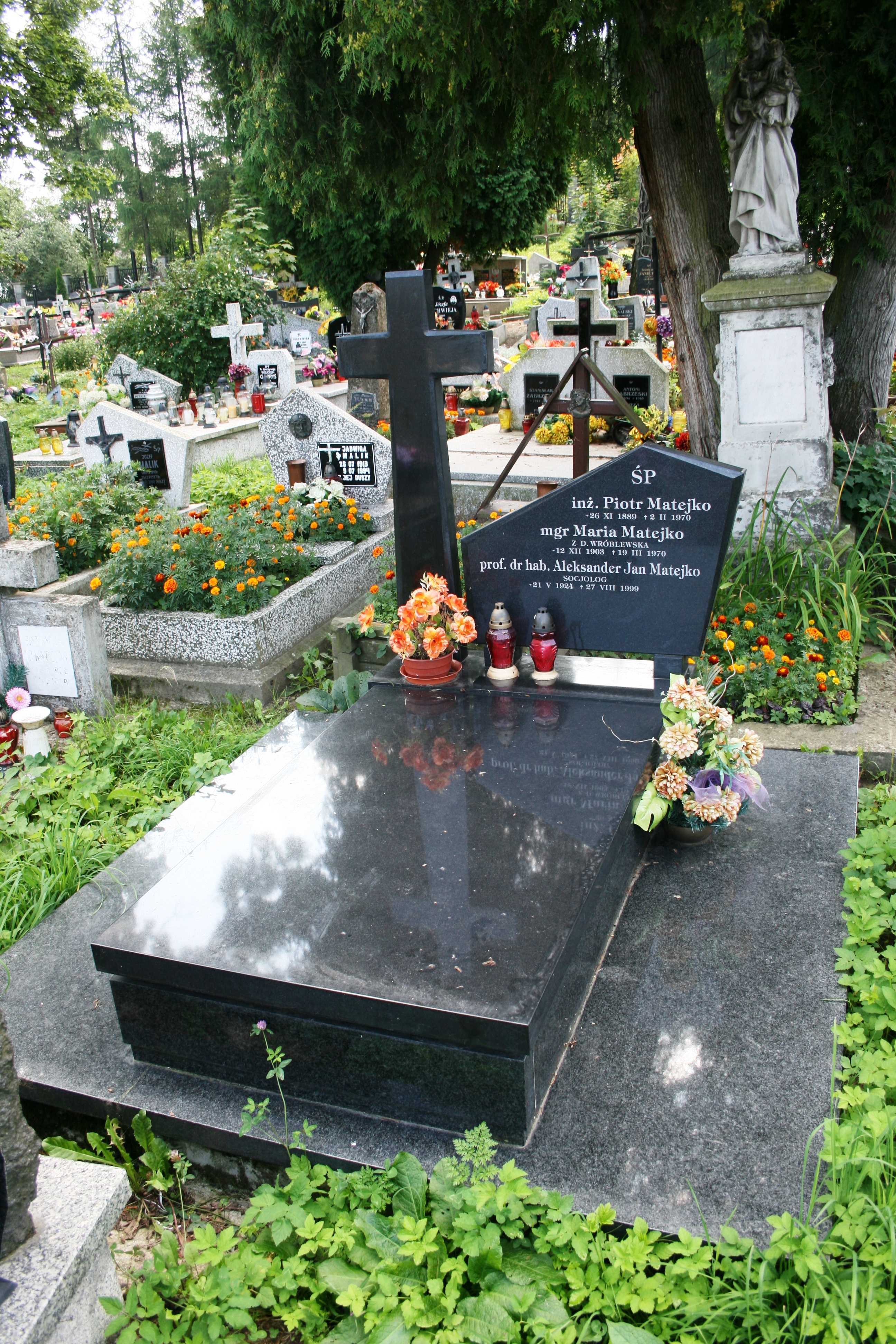
Grób Aleksandra Matejki i jego rodziców

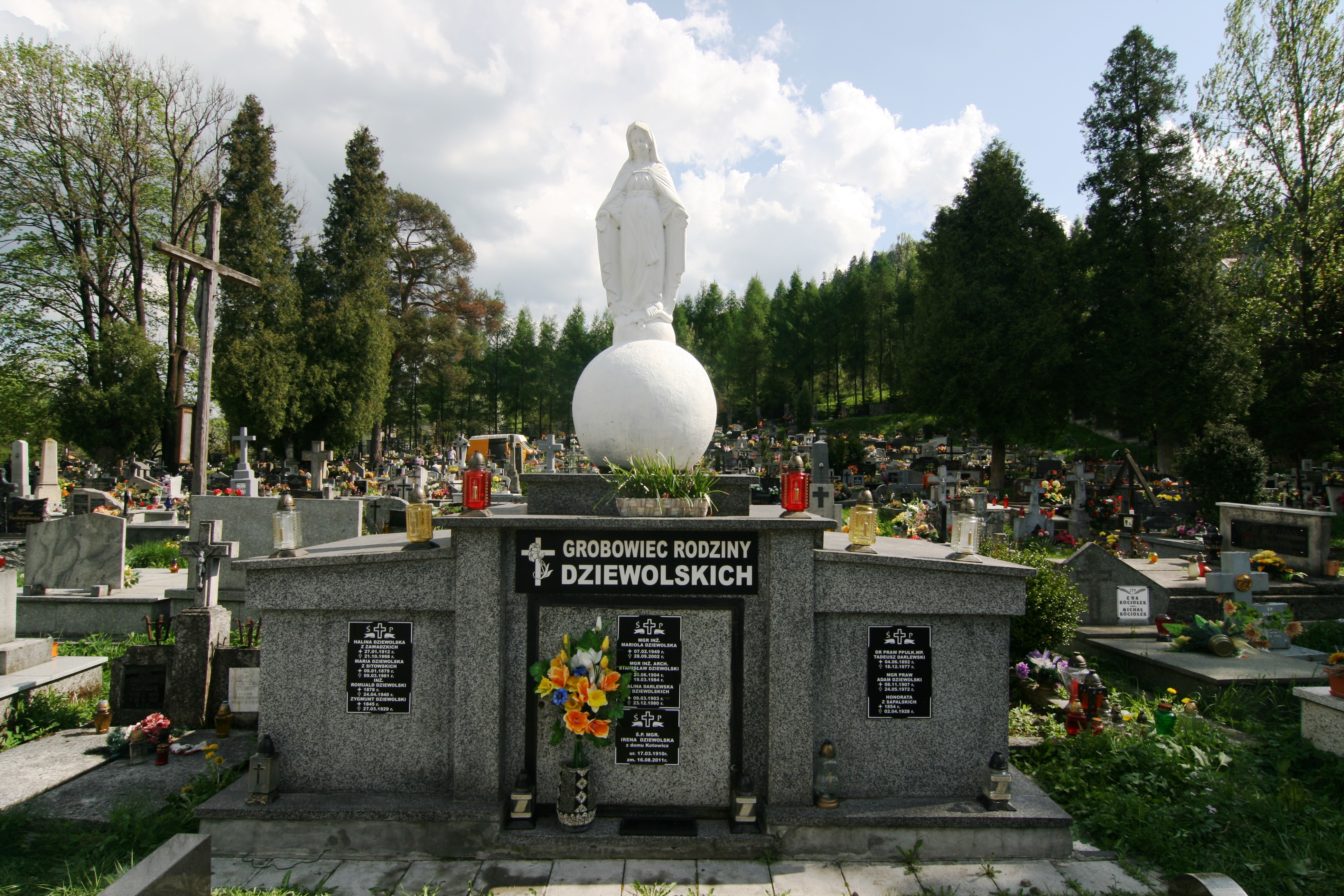
Grobowiec rodziny Dziewolskich

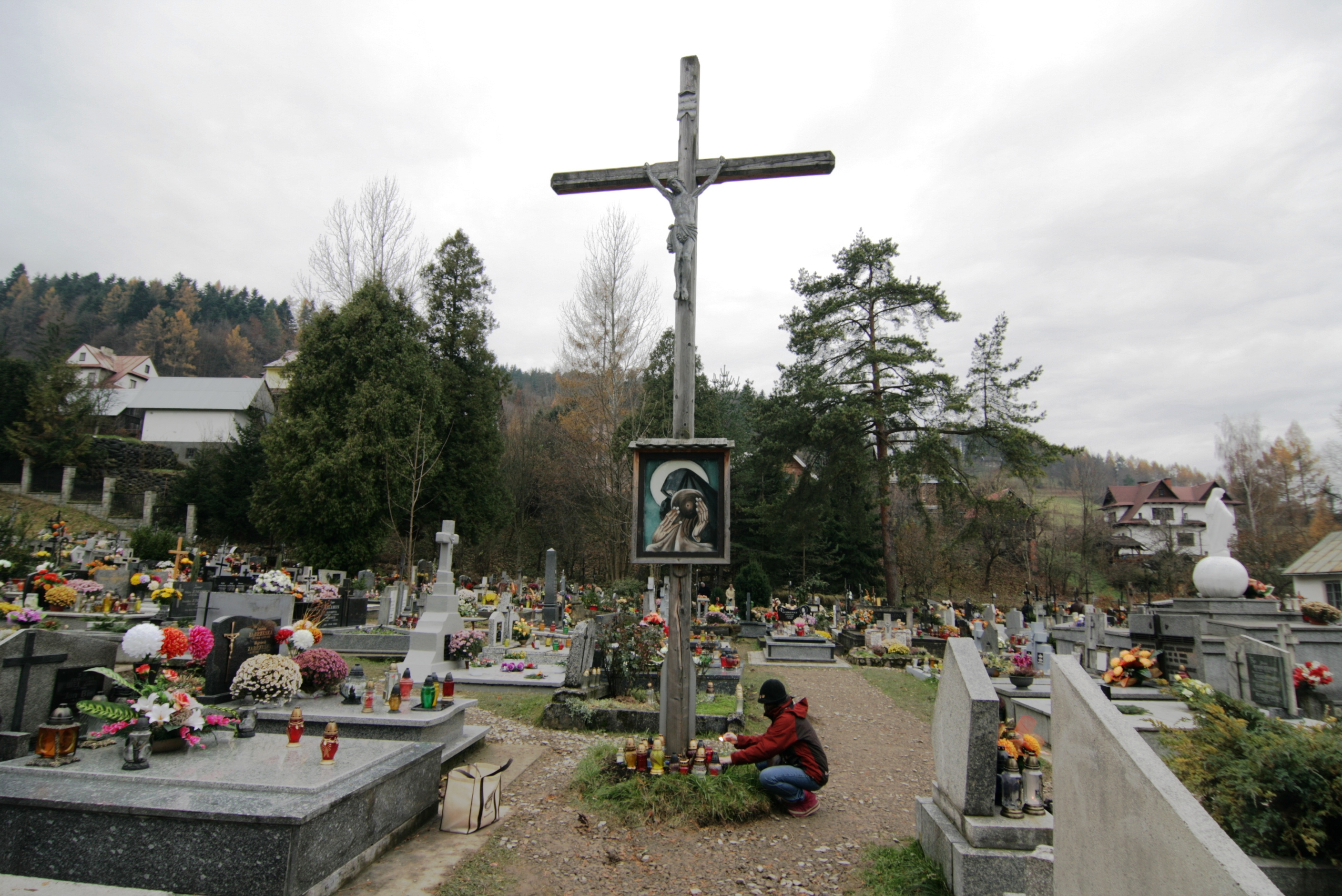
Krzyż „Pomordowanym na Wschodzie”

## Ważniejsze obiekty
- kwatera żołnierzy z I wojny światowej, zwana Cmentarzem wojennym nr 377. W 2021 roku przebudowano ten grób, umieszczając na nim tabliczkę „Gaspar Német”, jako jedynego bezspornie zidentyfikowanego żołnierza, Węgra, kanoniera, pochodzącego z miasteczka Mezőtárkány
- kwatera ofiar Krwawej Środy. 23 lutego 1944 roku mieszkańców Krościenka dotknęło najbardziej dramatyczne wydarzenie II wojny światowej: pod zachodnim murem cmentarza gestapo rozstrzelało 10 osób z Krościenka i kolejnych 15 w okolicznych wsiach. Był to odwet za akcję oddziału Armii Krajowej w pobliskiej Ochotnicy Górnej, w ramach której zabito komendanta posterunku, wachmistrza żandarmerii niemieckiej Hansa Kuntza[3]. Mogiła otoczona jest betonowym obramowaniem i przykryta lastrykowymi płytami, między którymi umieszczone są marmurowe płyty z czarnymi równoramiennymi krzyżami. Na kamiennej tablicy znajduje się napis: „10 ZAKŁADNIKÓW ROZSTRZELANYCH W DNIU 23 II 1944 r. PRZEZ NIEMCÓW W ODWET ZA LIKWIDACJĘ POSTERUNKU”. U szczytu mogiły zamontowano pionowo ustawioną czarną, marmurową tablicę ze znakiem Polski Walczącej, wizerunkiem orła w koronie i krzyżem łacińskim. Na niej umieszczony jest napis:

„WIĘZIENI I TORTUROWANI W "PALACE" ZAKOPANE I "MONTELUPICH" KRAKÓW ZOSTALI ZAMORDOWANI PRZEZ HITLEROWCÓW NA TUTEJSZYM CMENTARZU W DNIU 23 II 1944 
JÓZEF BORZĘCKI – LUDŹMIERZ CZŁ. AK.
JÓZEF SZCZĘCH – " –
ALBIN SKAWSKI – " –
FRANCISZEK TURZA – " –
WŁADYSŁAW STOPKA – ZAKOPANE – SABOTAŻ
FRANCISZEK HABAS – DZIAŁ – POMOC PARTYZANT.
STANISŁAW SPROCH – " –
ALOJZY DZIELSKI – " –
ANTONI ADAMCZYK – N. TARG – " –
MICHAŁ SZYMCZAK – CZ. WODA – " –
SPOCZYWAJĄ W TEJ MOGILE RÓWNIEŻ POLEGLI ZA OJCZYZNĘ
JÓZEF KOTERBA – 28 VII 1944 LUDWIK CHLIPAŁA – 30 X 1944
HELENA POZNAŃSKA – 15 I 1945
„OKAŻ IM PANIE MIŁOSIERDZIE SWOJE”
FUNDATOR – ZWIĄZEK PODHALAN, KOŁO LUDŹMIERZ W CHICAGO”
Dziesięć spośród pochowanych tu osób zostało zamordowanych w wyżej opisanym odwecie. Józef Koterba i Helena Poznańska zginęli w późniejszych egzekucjach. Józef Borzęcki, Józef Szczęch, Franciszek Turza, Albin Skawski należeli do oddziału partyzanckiego Wojciecha B. Duszy. Ludwik Chlipała ps. Orlik poległ 4 listopada 1944 roku w potyczce pod Tylką. Po wojnie dzięki staraniom gminy postawiono tu pomnik zaprojektowany przez S. Dziewolskiego. W 1967 roku podjęto decyzję o jego usunięciu i pozostawieniu w jego miejscu obecnego grobowca
- grobowiec rodziny Dziewolskich. Spoczywają tu szczątki drugiego i trzeciego pokolenia Dziewolskich, potomków Hieronima Dziewolskiego, w tym Zygmunta i Romualda – ostatnich właścicieli Krościenka, pochowany jest tu również architekt Stanisław Dziewolski
- w centrum cmentarza – Krzyż „Pomordowanym na Wschodzie”
- grobowiec Aleksandra Matejki i jego rodziców
- przy północnym murku – grób ks. Bronisława Krzana (1910–1991), wieloletniego proboszcza i autora historycznej monografii Krościenka.